# Sandy Creek Conservation Park
Sandy Creek Conservation Park är en park i Australien. Den ligger i delstaten South Australia, omkring 43 kilometer nordost om delstatshuvudstaden Adelaide.
Närmaste större samhälle är Gawler, nära Sandy Creek Conservation Park. 
Trakten runt Sandy Creek Conservation Park består till största delen av jordbruksmark. Runt Sandy Creek Conservation Park är det glesbefolkat, med 13 invånare per kvadratkilometer. Genomsnittlig årsnederbörd är 593 millimeter. Den regnigaste månaden är juli, med i genomsnitt 95 mm nederbörd, och den torraste är december, med 13 mm nederbörd.